# Александров, Самуил Наумович
Самуил Наумович Александров (29 сентября 1919 — 20 ноября 1981) — радиобиолог, доктор биологических наук (1957), профессор (1963), член-корреспондент Общества медицинских радиологов ГДР (1968). Участник Великой Отечественной войны.

## Биография
Самуил Наумович Александров родился 29 сентября 1919 года  в городе Рыбинске Ярославской губернии в семье врача Наума Самойловича и учительницы Софьи Айзиковны Александровых. В 1922 году семья Александровых переехала в Ленинград. В 1937 году после окончания средней школы Александров поступил на биологический факультет Ленинградского государственного университета, а в 1941 году окончил его с отличием.
27 октября 1942 года призван в Красную Армию, где в звании старшего лейтенанта медицинской службы был начальником лаборатории, организовывал лабораторию с клиническим, бактериологическим и биохимическим отделениями, производящими 4000-5000 анализов в месяц. 
Систематически продолжал исследования в годы войны. Сделал три научных доклада на межгоспитальных конференциях. К маю 1945 года — капитан медицинской службы, награждён орденом Красной Звезды, медалью «За победу над Германией в Великой Отечественной войне 1941–1945 гг.» и медалью «За оборону Ленинграда».
После войны с 1945 по 1981 год возглавлял лабораторию радиационной генетики и отдаленных последствий лучевого воздействия Центрального рентгенологического, радиологического и ракового института, проводил крупномасштабные исследования по оценке лучевого воздействия на мух-дрозофил и на млекопитающих.
Осенью 1955 года подписал «Письмо трёхсот», ставшее причиной отставки Т. Д. Лысенко с поста президента ВАСХНИЛ.
Разработанная Самуилом Наумовичем Александровым модель патогенеза отдаленных последствий лучевого воздействия позволила понять, что для судьбы организма млекопитающих неодинаковое значение имеют изменения, происходящие в разных его составляющих, что позволяет воздействовать на разные звенья патологической цепи облученного организма как профилактически, так и терапевтически.
Совместно с академиком АН СССР О. Г. Газенко разработал план работ по вопросам защиты космонавтов от ионизирующего излучения.
В 1957 годук защитил диссертацию на соискание степени доктора биологических наук, в 1963 году присвоено звание профессора. В 1968 году избран членом-корреспондентом Общества медицинских радиологов ГДР.

## Основные работы
Александров С.Н. Регуляторные системы организма в процессе лучевой терапии опухолей [Текст]. — Киев: Госмедиздат УССР, 1959. — 195 с.
Александров С.Н. Отдалённая лучевая патология млекопитающих : неопухолевые и опухолевые проявления отдаленной лучевой патологии, основы профилактики отдаленной лучевой патологии и терапии радиационных поражений. — Санкт-Петербург: РНЦРХТ им. ак. А. М. Гранова Минздрава России, 2019. — 258 с.
Александров С.Н. Некоторые формы участия регуляторных систем организма в процессе лучевой терапии злокачественных новообразований [Текст] : (Эксперим. исследование) : Автореферат дис. на соискание учен. степени доктора биол. наук. — М-во здравоохранения СССР, 1957. — 29 с.
Александров С.Н. Распространение повреждения в соматических мышечных волокнах [Текст] / С. Н. Александров, Д. Л. Розенталь. — Санкт-Петербург: Акад. наук СССР, 1965. — 127 с.

## Награды
- Медаль «За оборону Ленинграда»
- Медаль «За победу над Германией в Великой Отечественной войне 1941—1945 гг.»
- Орден Красной Звезды, 6.10.1944[5]